# 제럴드 섀튼
제럴드 P. 섀튼(Gerald P. Schatten, 1949년~ )은 미국의 생명과학자이다. 피츠버그 대학교 의과대학 교수이다. 원숭이 등 영장류 복제와 유전자 변형의 권위자로 알려져 있다. UC 버클리에서 박사학위를 받고 영장류의 생식에 대한 연구를 해왔다. 2001년에는 해파리의 형광 유전자를 주입한 원숭이 "앤디(Andy)"를 탄생시키기도 했다.

## 황우석 사건 관련
황우석 교수와 복제기술 분야에서 협력해 왔으며 2005년 5월 사이언스에 발표한 환자 맞춤형 줄기세포 관련 논문에서 교신저자로 이름을 올렸다. 2005년 제럴드 새튼은 한국의 과학자인 황우석 박사와 20개월간의 공동연구관계를 중단한다고 발표하였을 때에 언론에 집중을 받았다.
"나의 중단 결정은 황박사의 2004년 논문에 발표된 난자공여에 대한 깊은 우려를 기초하고 있다."

고 인터뷰에서 새튼은 언론에 발표하였다. 이 결과는 연쇄반응을 일으켰으며, 황우석 박사와 함께 했던 공동연구결과에 대한 논란이 크게 일었다. 그는 사이언스 편집자에 그가 2005년 6월에 쓴 공동논문으로부터 본인의 이름을 빼달라고 요청하였다. 섀튼은 1990년에 캘리포니아주립대와 위스콘신대 과학자에 의해 불법적으로 취득한 난자를 사용했다는 사실이 탄로나게 되어, 두 차례 법을 저촉한 사실로 인해 논란에 휩싸인 적이 있다.
2003년에 제럴드 새튼과 이안 월머트는 '사이언스저널(volume 299, page 344)'에 짧은 코멘트를 남겼다.
'복제 주장은 과학이고 과학소설이 아니다. 복제를 성공했다고 말하는 다른 이들은 복제증거를 제공하거나 입을 다물라.'

라고 경고했다. 그는 또한
"적법한 과학자들은 엄격한 검증을 직면하여 증거와 충분한 자료를 제시한다."

라고 복제 실험이 상세히 기술되어야 할 필요성을 강조했다. 2005년 황우석 박사와의 협력을 둘러싼 갈등 때문에 새튼은 피츠버그 대학의 조사를 받았다. 그 조사는 2006년 2월에 끝났으며 피츠버그 대학교 조사위원회는 제럴드 섀튼이 과학비행에 대해 죄가 없다고 결론을 지었다. 이유로는 그는 2005년 논문에 데이터가 조작되었다는 사실을 알지 못했고 그 논문에서 심각한 문제가 발견 되었을 때 신속히 대처하였기 때문이다.
피츠버그 대학교 조사위원회는 섀튼이 2005년 사이언스 논문과 그가 또다른 공동저자로 있는 복제개 스너피(Snuppy)의 복제를 기술한 논문 모두에 데이터를 접근하지 못하였다는 다루기 힘든 문제가 있었다고 생각했다. 복제개 논문의 경우, 섀튼 박사가 그 자신이 말하는 그의 유일한 공헌은 '전문적인 사진기사를 고용하여 복제개를 촬영하라'고 제안하였다는 것이다.
위와 같은 유일하게 작은 공헌으로 섀튼박사는 명백하게 높은 인지도를 얻었기 때문에 위원회는 그의 과학비행에 대해 고발하였다. 섀튼 박사가 피츠버그 대학교로부터 어떤 징계과정을 거쳤는지 현재는 알려져 있지 않다.

## 한국 검찰로부터 소환요청
서울 타임즈(Seoul Times)는 제럴드 섀튼이 황우석 박사와 줄기세포 결과물의 조작 사건과 관련하여 서울중앙지방검찰청으로부터 소환 요청을 받았다고 전했다. 기사에 따르면, 제럴드 섀튼은 한국 검찰의 요청에 답변하기를 거부하고 있다고 전한다.

## 제럴드 섀튼을 둘러싼 또다른 의혹
제럴드 섀튼은 황우석박사와 공동연구하여 발표한 2005년 사이언스 논문과 복제개 스너피(Snuppy)의 근간기술이 되는 지금은 사기꾼으로 전락한 황박사의 '쥐어짜기 기법'을 도용하여 특허를 신청하고 171개국에 진입하고 있어 또다른 논란이 되고 있다. 그 특허가 실질적인 '환자 DNA와 일치하는 세포의 생산방식' 이어서 초유의 가치를 띠고 있다고 시장 전문가들은 분석하고 있다. 한국에서는 이로 인한 음모론이 크게 일고 있다.